# Mimoň VI
Mimoň VI je část města Mimoň v okrese Česká Lípa. Nachází se na jihovýchodě Mimoně.

## Části Mimoně VI
Tvoří ji základní sídelní jednotka Kuřivodská strana díl 2, kterou tvoří lesík Čistá ležící východně od silnice II/268, a několik stavení severně od Ploužnického potoka.

## Historie
Dne 21. května 1998 vydalo městské zastupitelstvo Mimoně vyhlášku č. 4/98, v níž stanovilo novou část města pod označením Mimoň VI. Řešila se tím duplicita domovních čásel u domů, které byly po zrušení vojenského prostoru Ralsko připojeny k Mimoni. Jedná se o stavení severně od Ploužnice.

## Další informace
Je zde evidováno 9 adres, směrovací číslo je 47124. Mimoň VI leží v katastrálním území Mimoň o výměře 13,47 km2.
Od Ploužnice je oddělena Ploužnickým potokem a silnicí II/268. Žádné turistické značené trasy tudy nevedou.

## Další fotografie

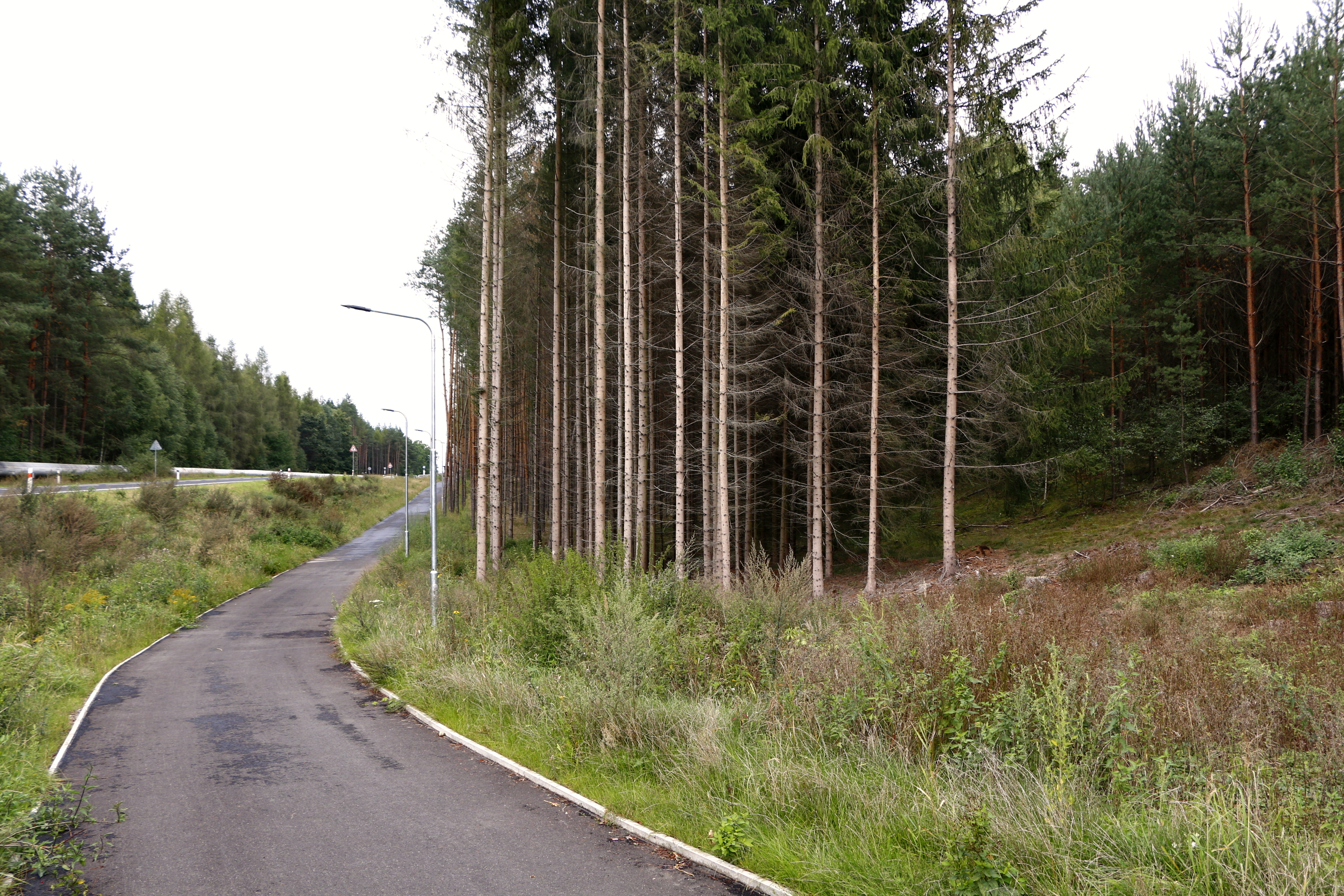
Pražská ulice, cyklostezka a les
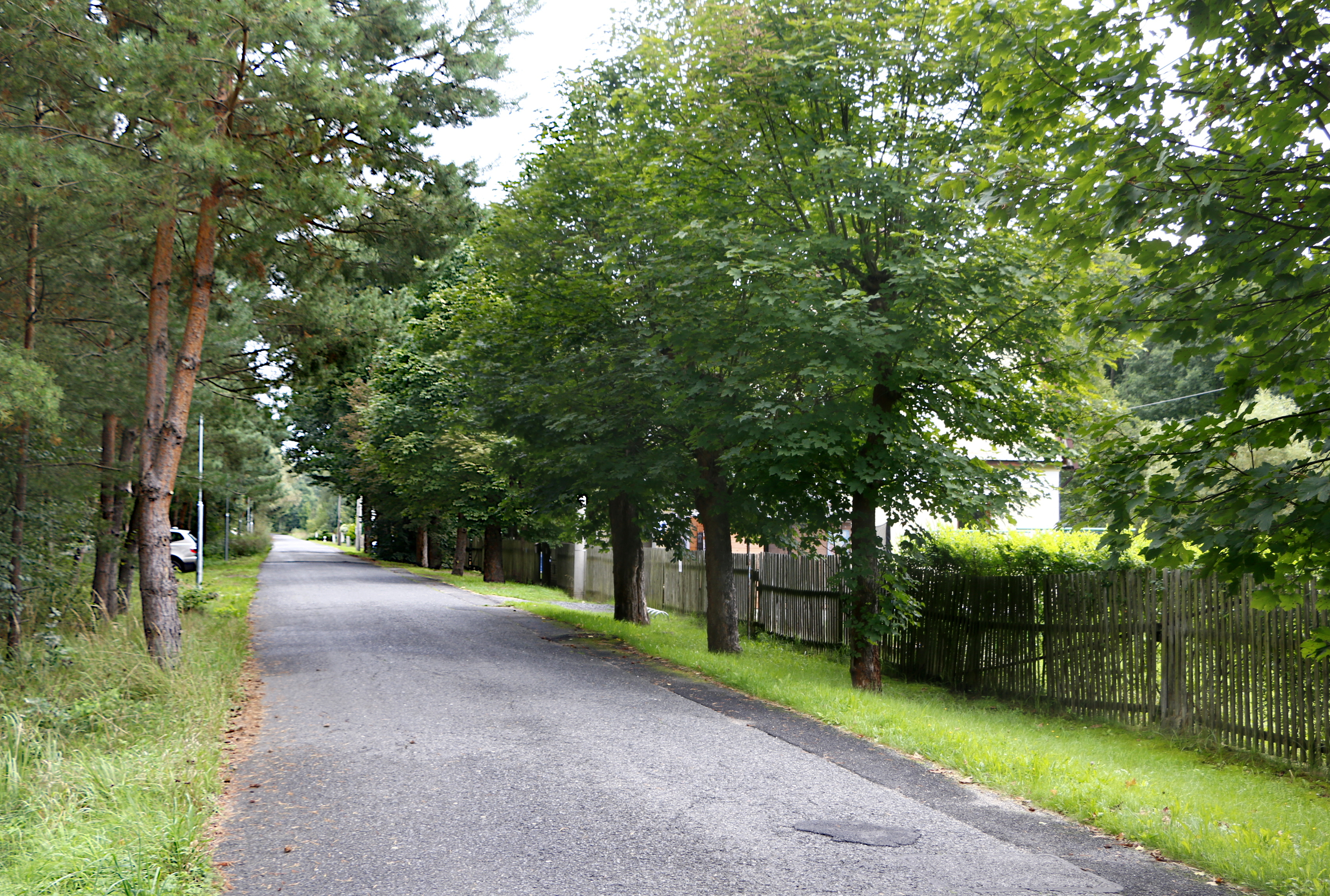
Lipová alej u domků
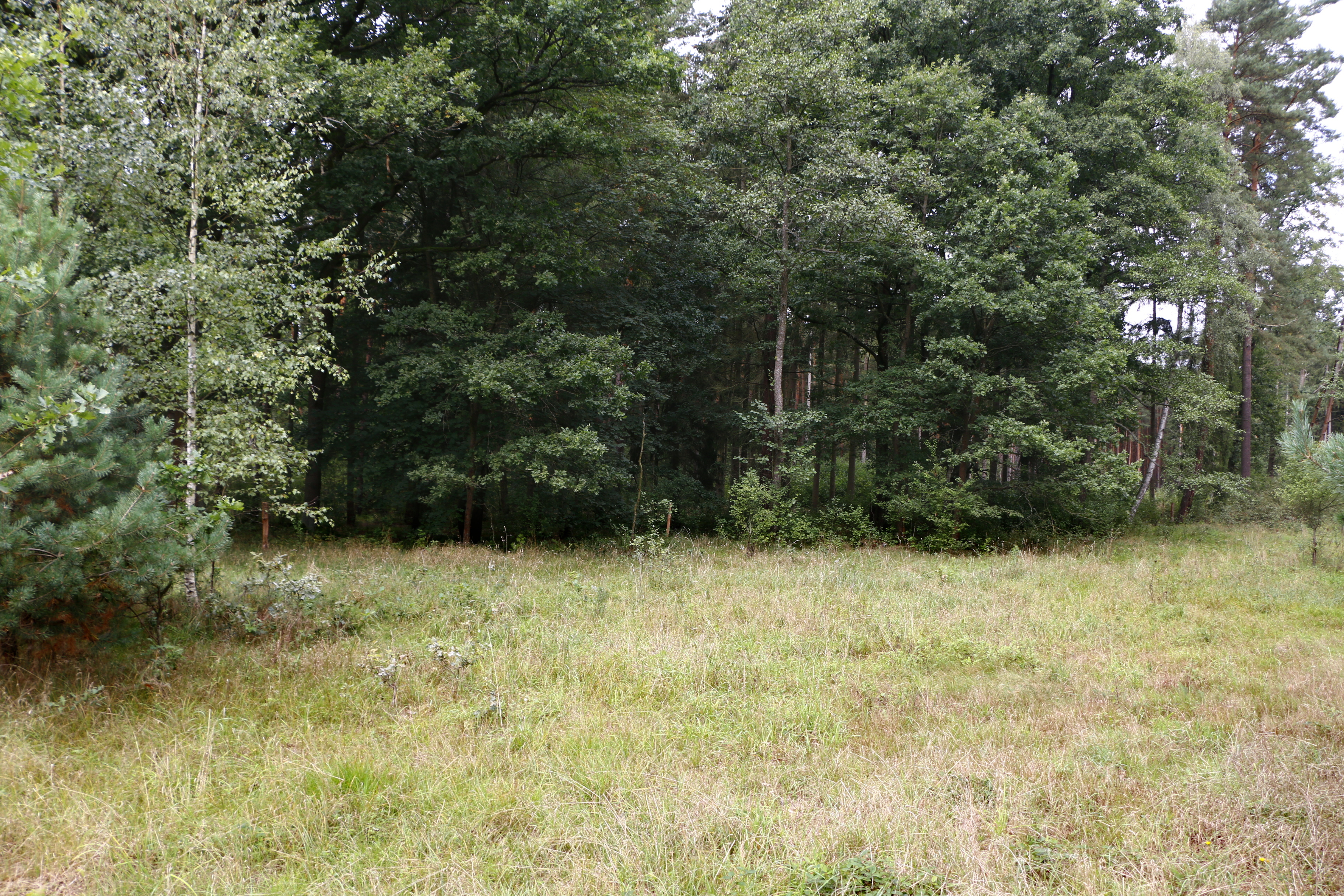
Les na jihu městské části